# 에글리자우역
에글리자우역(독일어: Bahnhof Eglisau)은 스위스 취리히주 에글리자우 지자체에 있는 기차역이다. 역은 빈터투어에서 코블렌츠까지 가는 노선에 있으며 에글리자우에서 노이하우젠까지 가는 노선이 교차하는 지점에 있다. 두 노선 모두 스위스 연방 철도가 소유하고 있다. 취리히와 샤프하우젠 사이의 취리히 S-반 노선 S9와 뷜라흐와 코블렌츠 사이의 S36 노선이 운행된다.
이 철도는 에글리자우-노이하우젠선의 에글리자우와 다음 역인 휜트방엔-빌 사이에서 라인강을 가로지르는 에글리자우 철교를 건넌다.

## 운행편
2020년 12월 시간표 변경에 따라 에글리자우에서 다음 서비스가 정차한다.
- 취리히 S-반 :
  - S9 : 우스터와 라프츠 사이에 30분 간격 운행, 다른 모든 기차는 라프츠에서 샤프하우젠까지 운행.
  - S36 : 발츠후트와 뷜라흐 사이를 매시간 운행.